# Fiesta del campo
La fiesta del campo es una jornada gastronómica celebrada en Benamargosa (Málaga) España. Su principal protagonista son los productos del ecológicos locales y la dieta mediterránea. Está declarada Fiesta de Singularidad Turístico Provincial.
Entre los platos que se pueden degustar se puede encontrar el batido de aguacate, la ensaladilla cateta, el denominado zoque o 'limón pera', los tomates 'cherry', los callos, el ajo-bacalao y la paella. 